# Echeveria fulgens
Echeveria fulgens är en fetbladsväxtart som beskrevs av Lem.. Echeveria fulgens ingår i släktet Echeveria och familjen fetbladsväxter. Utöver nominatformen finns också underarten E. f. obtusifolia.

## Bildgalleri

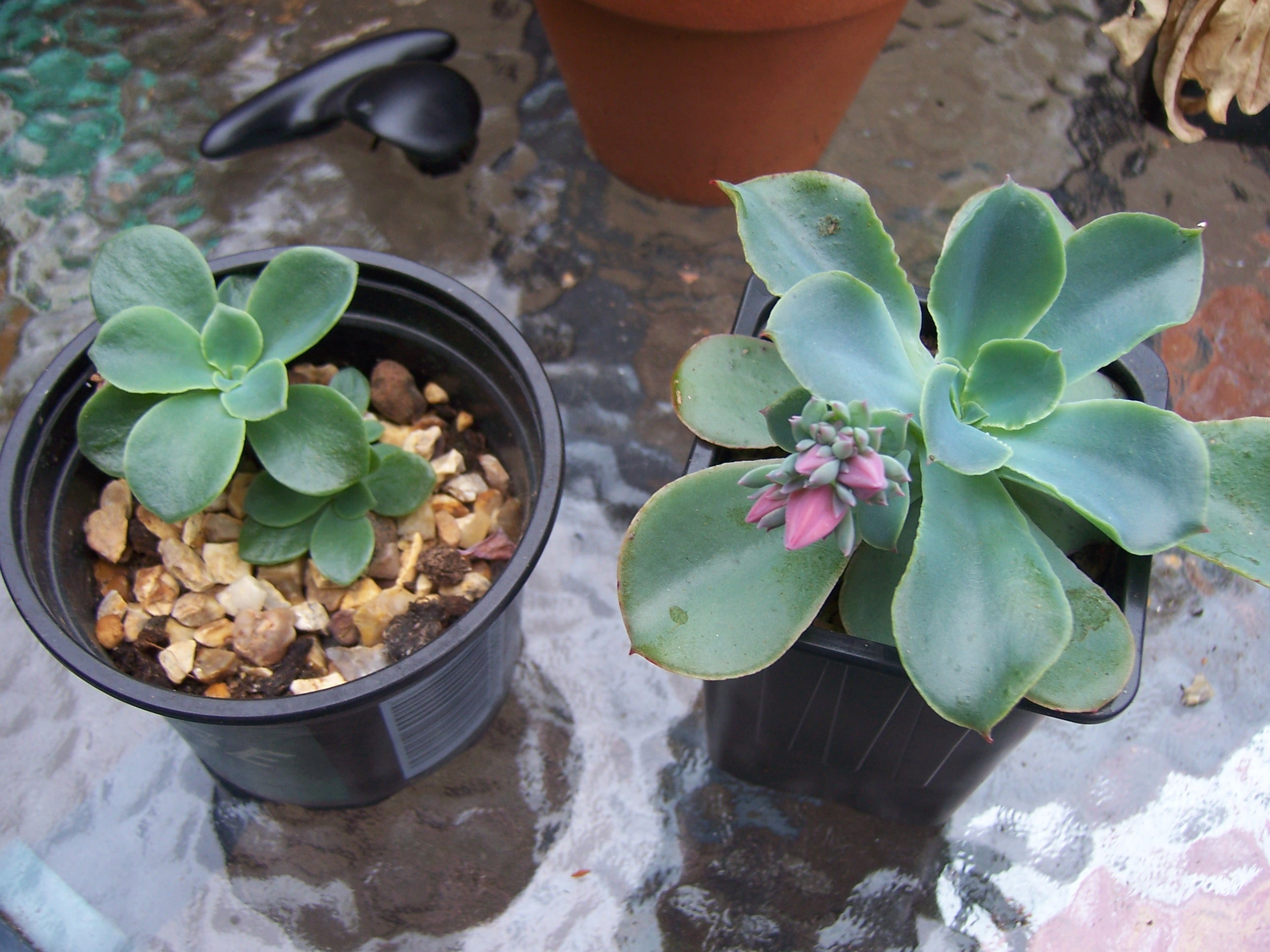
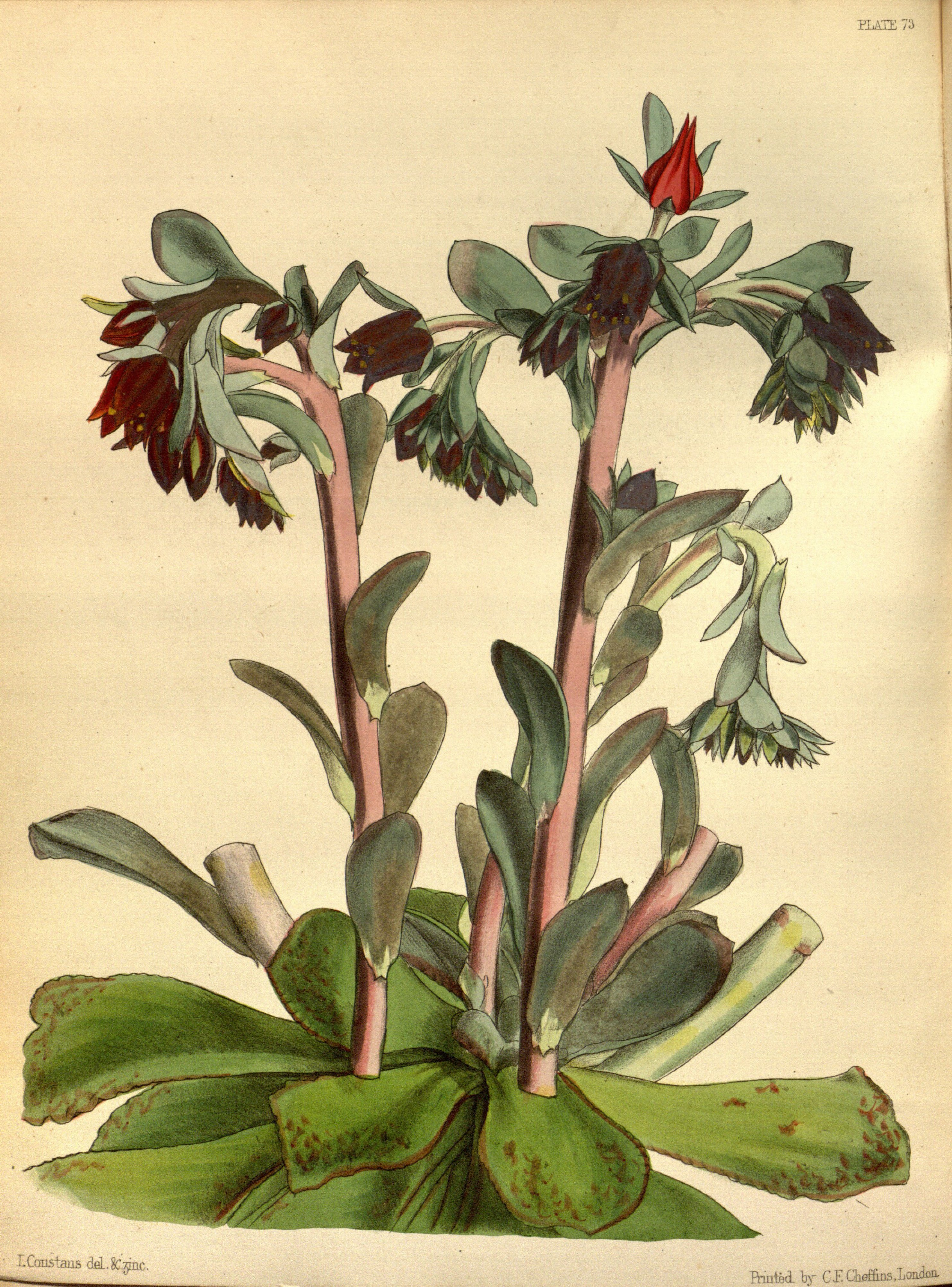